# David Lee (futbolista)
David Lee (Singapur; 10 de abril de 1958) es un exfutbolista de Singapur que jugaba en la posición de guardameta.

## Carrera

### Club
| Periodo   | Club              |
| --------- | ----------------- |
| 1979–1994 | Singapore FA      |
| 1996–1997 | Geylang United FC |

### Selección nacional
Jugó para Singapur en 105 partidos entre 1979 y 1991, y participó en la Copa Asiática 1984 y en los Juegos Asiáticos de 1990.

## Logros
- Copa de Malasia (2): 1980 1994
- Malaysia Premier League (1): 1994
- Sultan Haji Ahmad Shah Cup (1): 1989
- S League (1): 1996
- Copa de Singapur (1): 1996